# Cable transatlàntic de telègraf

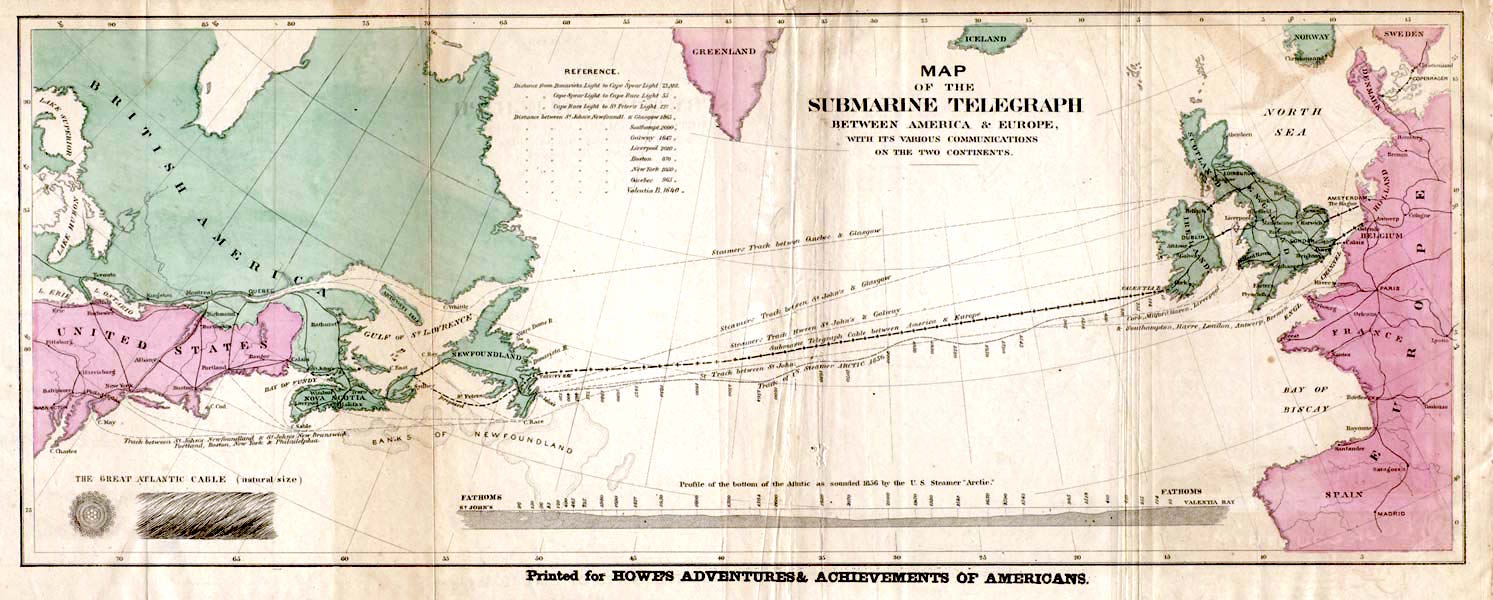
Mapa del cable transatlàntic de telègraf de 1858.

El cable transatlàntic de telègraf va ser el primer cable submarí usat per a les comunicacions amb telègraf estès a través de l'oceà Atlàntic. L'impulsador del projecte va ser Cyrus W. Field. El cable anava de la badia Foilhommerum a l'illa de Valentia a l'oest d'Irlanda fins o Heart's Content a l'est de l'illa de Terranova. El cable unia Amèrica del Nord i Europa, i facilitava les comunicacions, ja que en vaixell un missatge trigava com a mínim 10 dies en arribar i amb el cable només minuts.
Es van fer cinc intents d'estendre el cable en el període entre 1857 i 1866 fins que ho va aconseguir el vaixell Isambard Kingdom Brunel capitanejat per Sir James Anderson.
Es van posar cables addicionals els anys 1873, 1874, 1880, i 1894.
El primer telegrama oficial entre els dos continents va ser entre la reina Victòria del Regne Unit i el president dels Estats Units James Buchanan el 16 d'agost de 1858. El cable es va espatllar el mateix any quan s'hi va aplicar un voltatge excessiu per incrementar la velocitat. El 1865 es va fer un nou intent amb material millorat i es van reiniciar les comunicacions des del 28 de juliol de 1865.

## El cable submarí
Un dels elements essencials per l’inici del gran projecte del cable transatlàntic era aconseguir un material capaç d’aïllar correctament el cable. Aquest material, però, va ser descobert abans de la fabricació del cable transatlàntic. El material que té la capacitat d'aguantar les dures condicions aquàtiques és la gutaperxa. El primer cable de telègraf aïllat amb gutaperxa va ser fabricat per l'enginyer John Watkins Brett. Aquest cable submarí de telègraf connectava Anglaterra amb la resta d'Europa. Oficialment, el 13 de novembre de 1851 el cable es va posar en funcionament.

## L'inici del projecte
Cyrus W. Field, no era un enginyer, és més, gairebé no sabia res d'electrònica. Ell era un empresari amb ganes d'iniciar un gran projecte. Un dia, per casualitat, es va trobar en la ciutat de Nova York en Gisborne que era un enginyer que buscava finançament pel seu projecte: un cable submarí de telègraf que connectes Nova York amb Terranova. No obstant això, aquesta trobada va inspirar a Field a iniciar una obra que fins ara era considerada una bogeria: un cable transatlàntic que connectes les dues bandes de l'oceà Atlàntic. Amb aquesta gran ambició Cyrus W. Field va posar fil a l'agulla. Una de les primeres coses que va fer, va ser posar-se amb contacte amb John Watkins Brett, ja que era un gran expert dels cables de telègraf submarí. El 6 de novembre de 1856 a Londres Cyrus W. Field va fundar l'empresa de The Atlantic Telegraph Company el president d'aquesta empresa era Brett mentre que Field era el vicepresident. Aquesta empresa va atraure grans inversors pel projecte, un total de 345, i enginyers com ara Charles Tilston Bright, Wildman Whitehouse...

## Preparatiu i fabricació del cable
Un dels grans reptes que es van haver d'enfornar van ser com podrien transportar l'enorme bobina sense que patis cap desperfecte. Havien de trobar un vaixell capaç de suportar el pes de la bobina amb una bodega prou gran per poder-la emmagatzemar. Però, no existia cap vaixell amb aquestes característiques, per aquest motiu van haver d'utilitzar dos vaixells. Finalment i sortosament, Anglaterra va deixar a l'equip de Cyrus un dels vaixells més grans de la seva flota: l'Agamèmnon i els Estats Units els va oferir un vaixell anomenat Niagara. No obstant això, el principal repte era el cable. S'havia d'aconseguir un cable que fos molt resistent per poder aguantar sota el mar, però al mateix temps també havia de ser prou elàstic per adaptar-se al terreny. La producció es va dividir entre diverses empreses. L'empresa Gutta Percha Company, empresa especialitzada en la producció d'aïllament a partir de la planta gutaperxa, va fabricar l'aïllament interior dels cables, concretament va produir 2.500 milles de cable. La resta de la producció va ser realitzada per dues empreses: Glass, Elliot & Co. i RS Newall and Company, aquestes dues fàbriques produir l'exterior del cable. L'exterior del cable estava compost per filferro. Per produir una milla de cable es necessitaven 133 km de filferro que pesava aproximadament una tona.

## El primer intent - 5 agost de 1857
Una vegada es va haver aconseguit elaborar tot el cable, es va enrotllar amb unes bobines que van ser carregades en els dos vaixells destinats per aquesta missió: l'Agamèmnon i el Niagara. Els vaixells van sortir el 5 d'agost del 1857 del port de Valentia, Irlanda amb direcció cap a l'altra banda de l'oceà. Tothom estava ansiós per la sortida dels vaixells, el govern, sacerdots, reportes i una gran quantitat de gent va assistir en l'acte.
Com que cada un dels vaixells portava una meitat del cable havien decidit que tots dos viatjarien fins a la meitat de trajecte, allà se soldarien les dues meitats. Una vegada fet això un aniria cap a Terranova i l'altre cap a Irlanda. No obstant això, com que no sabien amb certesa si el cable funcionaria, van canviar d'estratègia i van decidir submergir només una de les bobines des d'Irlanda. La primera bobina que es va desenrotllar va ser la que transportava el vaixell Niagara. L'expedició anava sobre rodes, el cable s'anava enfonsant fins a les profunditats del mar sense cap problema i funcionava, era tot un èxit, fins i tot ja havien aconseguit col·locar 335 milles de cable. No obstant això, l'11 d'agost va passar una cosa terrible. A mitjanit quan ningú estava al cas del cable, aquest va caure del cabrestant. Era impossible recupera el cable que havia caigut accidentalment al fons marí. A causa d'això, els vaixells van tornar cap a Anglaterra desanimats, perquè havien fracassat en la seva feina.

## El segon intent - 10 de juny de 1858
Tot i el fracàs del primer intent The Atlantic Telegraph Company encara tenia 46.000 lliures al banc i 2.000 km de cable, axis doncs l'empresa es va preparar per una segona expedició. Els vaixells van sortir del mateix port que en el primer intent el 10 de juny de 1858. Van seguir el pla que s'havia establert en un primer moment: els dos vaixells anaven junts fins al punt mig de la ruta i allà anava cada un cap a una direcció. Però, per mala sort, al cap de pocs dies de la sortida es van trobar amb una forta tempesta. El Niagara no va tenir cap problema, no obstant això, l'Agamemnon va tenir greus problemes. Va patir diverses inundacions i forts moviments a causa de les grans onades. Però, el pitjor de tots va ser que el tancat del carbó es va obrir, fet que va provocar que milers de pedres de carbó impactessin i ferissin als mariners. Per sort, el temporal es va acabar i els vaixells van arribar al punt on havien d'adjuntar el cable. Després de diversos intents no aconsegueixen que el cable resistís, ja que a causa de la tempesta algun tram estava danyat. Així doncs, la segona expedició també havia fallat.

## El tercer intent - 17 de juliol de 1858
Després del fracàs del segon intent els accionistes van començar a desconfiar amb el projecte de Filed, fins i tot, el president va proposar vendre el cable que encara tenien per obtenir algun guany. Filed, però, segueix ferm amb el seu projecte i vol intentar una tercera expedició. Finalement, Cyrus W. Filed aconsegueix programar una altra sortida al 17 de juliol de 185, aquesta vegada, però en el port no hi havia cap multitud desitjant-los sort. Els vaixells van arribar a la meitat del recorregut sense cap entrebanc. Allà, van soldar els dos extrems del cable i cada un va començar la seva ruta. Al llarg del viatge es van enviant missatges per comprovar el funcionament del cable, és increïble, ja que en cap moment perden el contacte. Triomfalment, el 5 d'agost el Niagara anuncia a l'Agamemnon que pot veure les terres de Terranova, de la mateixa manera l'Agamemnon informa que també pot veure les terres del seu destí, Irlanda. Tots dos arriben al seu lloc, per fi ho havien aconseguit, el cable creuava tot l'Atlàntic. No obstant això, ningú els va rebre al port.

## Celebracions
Més o menys al cap d'una hora de l'arribada de les dues expedicions els mitjans es van assabentar de la gran notícia. La notícia s'expandeix i es converteix en l'únic tema de conversa, a més Cyrus W. Field passa a ser considerat un heroi. No obstant això, tothom està esperant que s'enviï el primer missatge. Aquest el tramet la reina d'Anglaterra. Finalment, el missatge arriba al 16 d'agost al vespre a Nova York, ja que a causa d'un error en el cable de Terranova tarda més del temps previst.